# Vila Alva
Vila Alva es una freguesia portuguesa situada en el municipio de Cuba. Según el censo de 2021, tiene una población de 416 habitantes.
Vila Alva fue sede de concelho hasta 1836, fecha en la que fue anexionada al concelho de Vila de Frades, a su vez extinguido en 1854. Entonces Vila de Frades pasó a ser una freguesia de Vidigueira y Vila Alva se integró definitivamente en el concelho de Cuba.